# シュヴィーツ州

スイス国旗の基になったシュヴィーツ州旗

シュヴィーツ州（シュヴィーツしゅう、ドイツ語: Kanton Schwyz, [kanˈtoːn ʃviːt͡s]; フランス語: Canton de Schwytz; イタリア語: Canton Svitto; ロマンシュ語: Chantun Sviz）は、スイス連邦を構成するカントン（州）の一つ。人口は15万4093人（2015年12月）、州都はシュヴィーツ。6つの行政区に分かれている。
"Schwyz" （シュヴィーツ）は古代ドイツ語では、スイスの語源と同じく「酪農場」を意味する語が訛ったものとされる。1291年、今のスイス連邦の元となる原初同盟を結んだ州の一つで、州名はのちの「スイス」（ドイツ語: Schweiz, フランス語: Suisse, イタリア語: Svizzera, ロマンシュ語: Svizra）という国名の由来となった。

## 地理

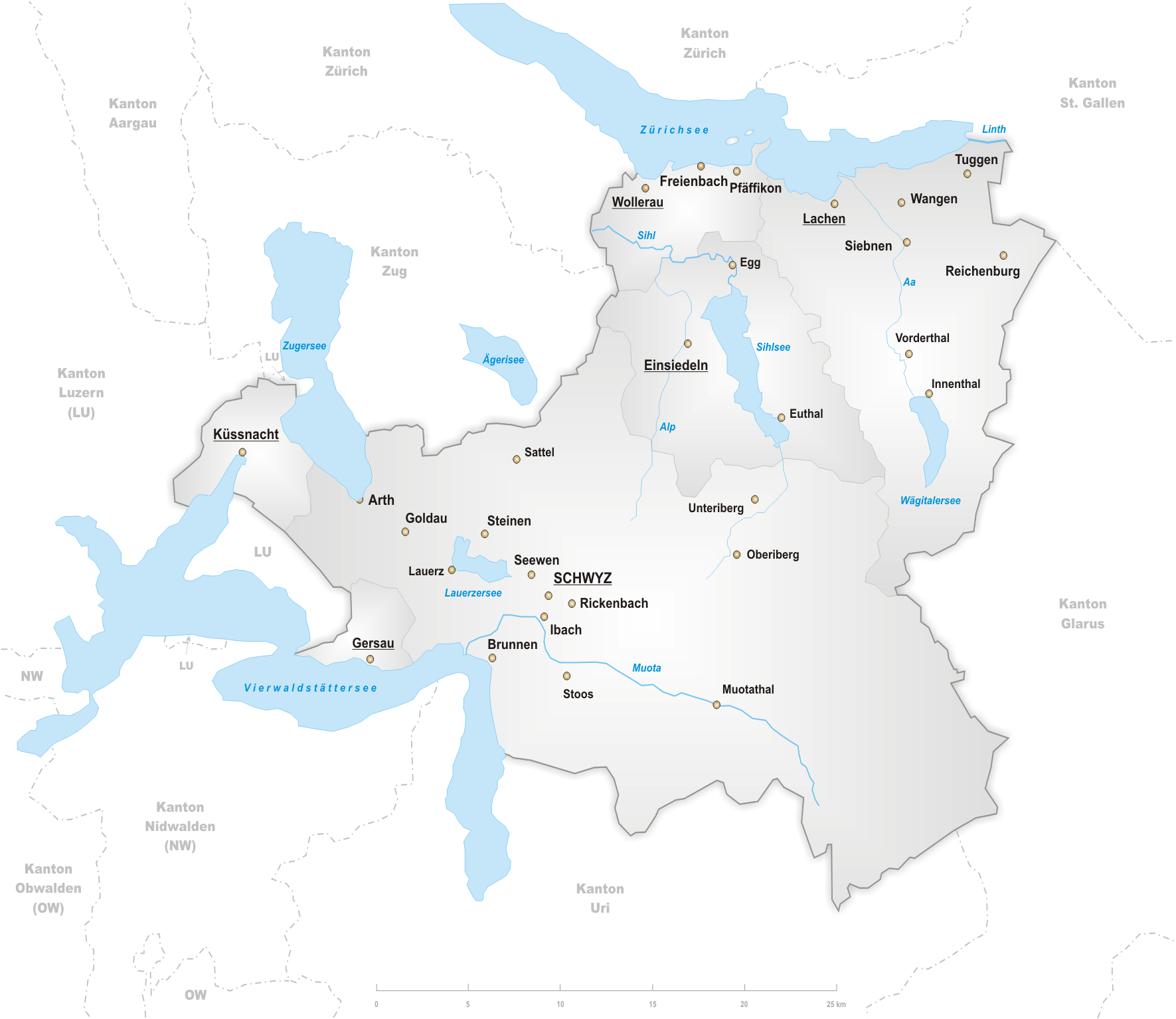
シュヴィーツ州の地図

シュヴィーツ州はスイスの中央よりやや北東に位置している。

### 隣接している州
- 北東:ザンクト・ガレン州
- 南:ウーリ州
- 東:グラールス州
- 西:ツーク州,ルツェルン州
- 北:チューリッヒ州,チューリッヒ湖

## 行政区
シュヴィーツ州は以下の6つの行政区 (Bezirk ベツァーク、郡) に分かれている。
| 行政区 (Bezirk)               | 人口 (2015年12月) | 面積 (km²) | 中心都市 (Hauptort)                                   | 基礎自治体の数 |
| ----------------------------- | ----------------- | ---------- | ----------------------------------------------------- | -------------- |
| アインジーデルン (Einsiedeln) | 15,077            | 110.40     | アインジーデルン (Einsiedeln)                         | 1              |
| ゲルサウ (Gersau)             | 2,240             | 23.70      | ゲルサウ (Gersau)                                     | 1              |
| ヘーフェ (Höfe)               | 28,231            | 44.40      | ヴォレラウ (Wollerau) / プフェフィコン (Pfäffikon SZ) | 3              |
| キュスナハト (Küssnacht)      | 12,423            | 36.20      | キュスナハト (Küssnacht SZ)                           | 1              |
| マルヒ (March)                | 42,104            | 191.40     | ラッヘン (Lachen SZ)                                  | 9              |
| シュヴィーツ郡                | 54,018            | 506.40     | シュヴィーツ (Schwyz)                                 | 15             |
| 合計 (6)                      | 154,093           | 912.50     | シュヴィーツ (Schwyz)                                 | 30             |